# بيثاني أنطونيا
بيثاني أنطونيا كلارك (بالإنجليزية Bethany-Antonia Clarke؛ مواليد 25 ديسمبر 1997) ممثلة إنجليزية. قدمت أول فيلم روائي لها في بين كوشن (2017). على التلفزيون، اشتهرت بأدوارها في مسلسل أي بلاير قيت ايفن (2020) وسلسلة نتفليكس ابق قريبا (2021).

## وصلات خارجية
- بيثاني أنطونيا على موقع IMDb (الإنجليزية)
- بيثاني أنطونيا على موقع روتن توميتوز (الإنجليزية)
- بيثاني أنطونيا على موقع ألو سيني (الفرنسية)
- بيثاني أنطونيا على موقع أول موفي (الإنجليزية)
- بيثاني أنطونيا على موقع قاعدة بيانات الفيلم (الإنجليزية)